# Cimetière national de Barrancas
Pour les articles homonymes, voir Barrancas.
Le cimetière national de Barrancas est un cimetière national des Etats-Unis situé sur la base aéronavale de Pensacola, dans la ville de Pensacola, en Floride. Il s'étend sur 94,9 acres (38,4 ha), et à la fin de 2005, contenait 32 643 inhumations.

## Histoire
La zone est utilisée comme un cimetière depuis la construction du fort Barrancas. En 1838, il est établi comme un cimetière de la marine des États-Unis. Au cours de la guerre de Sécession, Pensacola est très contestée, car elle est considérée comme le meilleur port pour l'accès au Golfe du Mexique. De nombreux soldats des deux camps y sont inhumés dans le cimetière après être tombés au combat, ou mourant dans les hôpitaux de la région. Après la guerre, en 1868, Barrancas est officiellement un cimetière national, et beaucoup d'autres de lieux de sépulture à proximité sont exhumés et transférés à Barrancas. Lors des années 1944, 1950, 1986 et 1990, de la superficie supplémentaire est transférée du NAS Pensacola pour étendre les installations pour le cimetière.

## Monuments notables
Le cimetière national Barrancas a un monument honorant les soldats qui sont morts de le fièvre jaune. Il est érigé en 1884 par la garde de la marine du chantier naval de Pensacola.

## Inhumations notables
- Colonel George E.  «Bud » Day, ancien prisonnier de guerre et récipiendaire de la médaille d'honneur pour son action lors de la guerre du Viet Nam.
- Capitaine de frégate Clyde Everett Lassen, récipiendaire de la médaille d'honneur pour son action lors de la guerre du Viêt Nam.
- Commandant Stephen W. Pless, récipiendaire de la médaille d'honneur pour son action lors de la guerre du Viêt Nam.
- Sergent d'état-major Clifford Chester Sims, récipiendaire de la médaille d'honneur pour son action lors de la guerre du Viêt Nam.
- Colonel Arthur D. Simons, forces spéciales, commandant et leader du raid de Sơn Tây
- Major général William L. McKittrick, pilote aéronaval pendant la seconde guerre mondiale.
- Général Joe W. Kelly, ancien commandant service de transport aérien militaire de 1960 à 1964.
- Amiral Maurice F. Weisner, ancien commandant du commandement du Pacifique des États-Unis, de 1976 à 1979.
- "Ga-Ah", l'une des nombreuses femmes du guerrier Apache Geronimo, qui est mort de la maladie de Bright, tout en étant tenu en captivité.
- 17 victimes de la geuxième guerre séminole.
- 10 aviateurs Britanniques (6 de la marine royale, 4 de la Royal Air Force) tués au cours de la formation à la base aéronavale pendant la seconde guerre mondiale[1].